# Clotted cream
Clotted cream (letteralmente panna rappresa) anche chiamata Cornish cream è una densa panna ottenuta dal latte non pastorizzato originaria del Devon e della Cornovaglia.
Si ottiene scaldando il latte in contenitori bassi e larghi e lasciandolo poi raffreddare lentamente, durante il processo la panna sale in superficie e si rapprende formando dei grumi (clots in inglese).
La clotted cream è, insieme agli scones e alla confettura di fragole, uno degli ingredienti principali del cosiddetto cream tea, il tipico tè pomeridiano delle zone del Devon e della Cornovaglia che, al contrario dell'afternoon tea di altre parti del Regno Unito, è accompagnato solo da alimenti dolci.
Nel 1998 la Cornish Clotted Cream è stata inclusa nell'elenco dei prodotti britannici a Denominazione di origine protetta.

## Descrizione
"La sua sfumatura orientale, come il mattino primaverile,
o i ranuncoli appena nati;
il suo profumo balsamico, la polpa delicata,
si desidera ingoiarla tutto in un sorso,
certo che l'uomo non ha mai avuto doni o temi
come la tua deliziosa crema del Devonshire."
"Un elogio su un barattolo di panna inviato da una signora di Exeter". (estratto)
— William Barry Peacock, Manchester, 1853 
La panna rappresa è stata descritta come avente un sapore di "nocciola, latte cotto" e un "sapore ricco e dolce" con una consistenza granulosa, a volte con globuli oleosi sulla superficie incrostata. Si tratta di una crema densa, con un contenuto di grassi molto elevato (minimo 55%, ma medio 64%). Per fare un confronto, il contenuto di grassi della panna singola è solo del 18%.
Secondo la Food Standards Agency del Regno Unito, la panna rappresa fornisce 586 kilocalorie (2.450 kJ) per 100 grammi (3,5 once).

## Storia

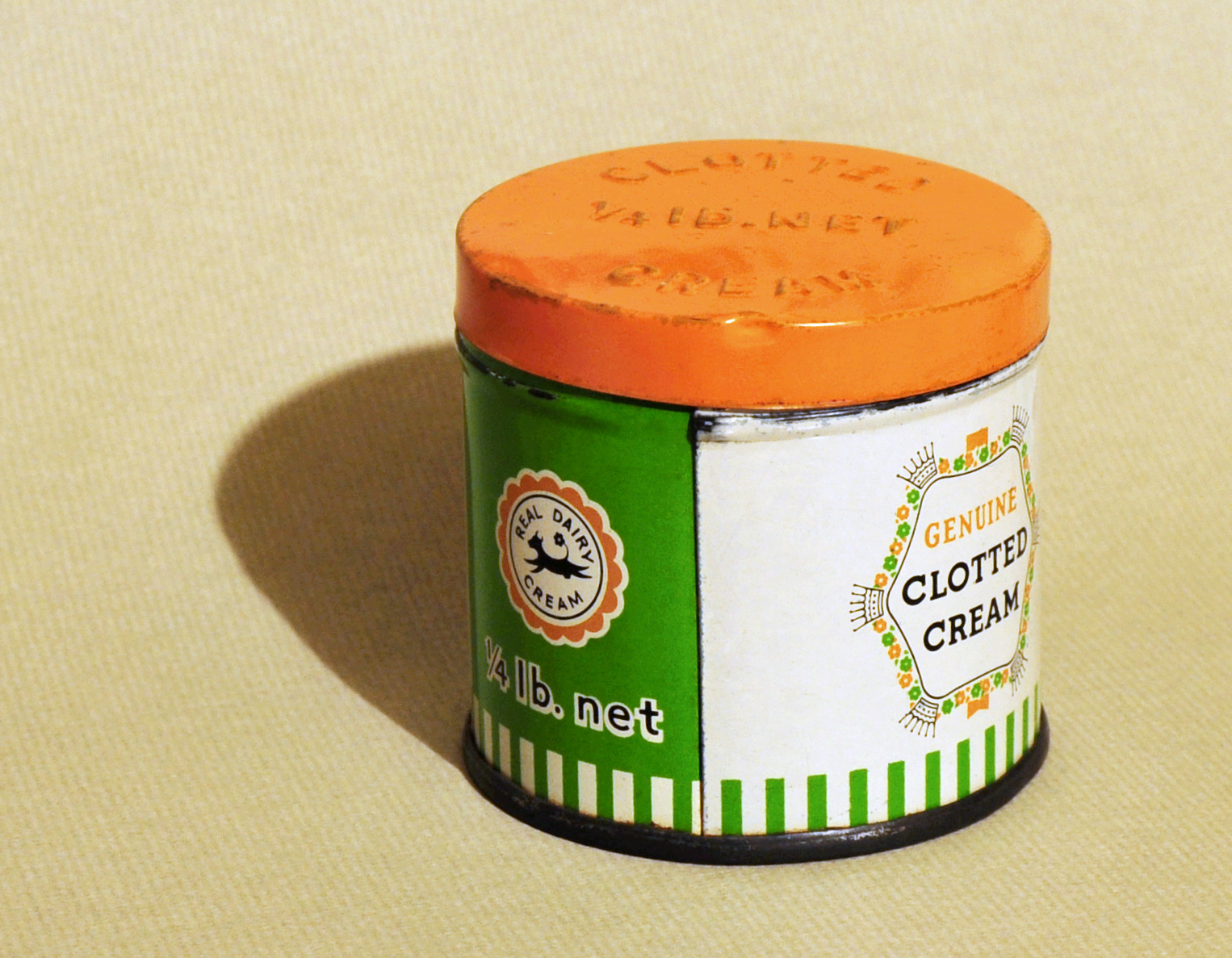
Una scatola di latta utilizzata negli anni '70 per spedire la panna rappresa tramite posta dal Devon

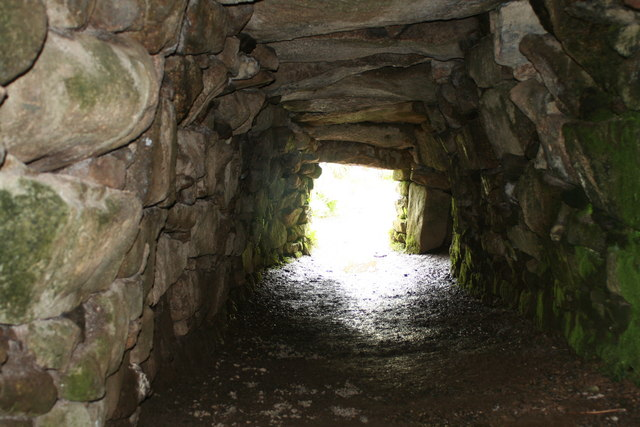
Un fogou o sotterraneo della Cornovaglia di epoca romana

Originariamente prodotta dagli agricoltori per ridurre la quantità di rifiuti del loro latte, la panna rappresa è diventata così profondamente radicata nella cultura del sud-ovest della Gran Bretagna da essere incorporata come parte delle attrazioni turistiche della regione. Sebbene non vi siano dubbi sulla sua forte e lunga associazione con la Cornovaglia e il Devon, non è chiaro quanto antiche siano le sue origini.
L'Oxford Companion to Food segue il folklore tradizionale suggerendo che potrebbe essere stato introdotto in Cornovaglia da commercianti fenici in cerca di stagno. È simile al kaymak (o kajmak), una prelibatezza del Vicino Oriente prodotta in tutto il Medio Oriente, Europa sud-orientale, Iran, Afghanistan, India e Turchia. Una panna rappresa simile conosciuta come urum ( ֩р֩м) viene prodotta anche in Mongolia.
Gli esperti contemporanei di cibi antichi, prendendo atto dei commenti di Strabone sulla Gran Bretagna, hanno proposto che i primi Britanni probabilmente usassero la panna rappresa per preservarne la freschezza.
Negli anni 2000, gli archeologi regionali hanno associato la fogou (dial. 'fuggy-hole', una struttura sotterranea in pietra a secco trovata nei siti di insediamento dell'età del ferro), rinvenuta nella Gran Bretagna atlantica, in Francia e in Irlanda come una possibile forma di "magazzino frigorifero" per la produzione lattiero-casearia di latte, panna e formaggio in particolare. Funzioni simili sono attribuite alla struttura in pietra linhay (o "linney"), spesso utilizzata come caseificio nelle case lunghe del tardo medioevo nelle stesse regioni.
È stato a lungo discusso se la panna rappresa sia originaria del Devon o della Cornovaglia, e quale contea la produca meglio. Ci sono prove che i monaci dell'Abbazia di Tavistock producevano panna rappresa all'inizio del XIV secolo. Dopo che la loro abbazia fu saccheggiata dai Vichinghi nel 997 d.C., i monaci la ricostruirono con l'aiuto di Ordulf, conte di Devon. Furono chiamati lavoratori locali per aiutare con le riparazioni e i monaci li ricompensarono con pane, panna rappresa e confettura di fragole. Il libro di cucina del 1658 The Compleat Cook conteneva una ricetta per la "crema clouted".
Nell'Ottocento era considerata un alimento migliore della panna "cruda" perché quella crema rischiava di inacidirsi e di essere difficile da digerire, causando malattie. Un articolo del 1853 calcola che la creazione di panna rappresa produrrà il 25% in più di panna rispetto ai metodi normali. Nel Devon era così comune che a metà del XIX secolo veniva utilizzato nei processi di formazione del burro, invece di zangolare panna o latte (ovvero invece di utilizzare il processo di agitazione della panna o del latte intero per fare il burro, solitamente utilizzando un dispositivo chiamato zangola). Il burro prodotto in questo modo aveva una durata di vita più lunga ed era privo di aromi negativi aggiunti dalla zangolatura.
È da tempo consuetudine per i residenti locali nel sud-ovest dell'Inghilterra, o per quelli in vacanza, inviare piccoli barattoli o vasetti di panna rappresa per posta ad amici e parenti in altre parti delle isole britanniche.

### Denominazione di origine protetta
Nel 1993 è stata presentata una richiesta per la denominazione Cornish clotted cream per ottenere una denominazione di origine protetta (DOP) nell'Unione Europea per la panna prodotta secondo la ricetta tradizionale in Cornovaglia. Ciò è stato accettato nel 1998. La panna rappresa della Cornovaglia deve essere prodotta con latte prodotto in Cornovaglia e avere un contenuto minimo di grasso del 55%. L'esclusivo colore della panna rappresa della Cornovaglia, leggermente giallo, è dovuto agli alti livelli di carotene nell'erba.

## Preparazione
Tradizionalmente, la panna rappresa veniva creata filtrando il latte vaccino fresco, lasciandolo riposare in una padella bassa in un luogo fresco per diverse ore per consentire alla crema di salire in superficie, quindi scaldandolo su ceneri calde o a bagnomaria, prima un lento raffreddamento. I grumi che si formavano sulla superficie venivano poi rimossi con una schiumarola a manico lungo, conosciuta nel Devon come reamer o raimer. Verso la metà degli anni '30, il modo tradizionale di utilizzare il latte portato direttamente dal caseificio stava diventando una rarità nel Devon perché l'utilizzo di un separatore di panna separava attivamente la panna dal latte utilizzando la forza centrifuga, che produceva molta più panna rappresa rispetto al latte metodo tradizionale dalla stessa quantità di latte.
Oggi esistono due metodi distinti per preparare la panna rappresa. Il "metodo della crema float" prevede di scottare uno strato galleggiante di doppia panna nel latte (scremato o intero) in vassoi poco profondi. Per scottare, le teglie vengono riscaldate utilizzando vapore o acqua molto calda. Dopo che la miscela è stata riscaldata per un'ora, viene raffreddata lentamente per 12 ore o più, prima che la crema venga separata e confezionata. Il "metodo della crema scottante" è simile, ma lo strato di latte viene rimosso e viene utilizzato uno strato di panna, che è stato separato meccanicamente fino a un livello minimo di grasso. Questa crema viene poi riscaldata in modo simile, ma ad una temperatura più bassa e dopo un determinato periodo di tempo viene raffreddata e confezionata. Nel Regno Unito la crema risultante è considerata equivalente a quella pastorizzata ai fini legali. A differenza della pastorizzazione, tuttavia, non è necessario che le temperature vengano registrate sulle tabelle termografiche. Poiché le temperature sono inferiori a quelle utilizzate nella pastorizzazione standard, è necessaria molta attenzione nel garantire elevati standard di igiene.
Il più grande produttore del Regno Unito è Rodda's, un'azienda a conduzione familiare con sede a Scorrier, in Cornovaglia. Fondata nel 1890, nel 1985 l'azienda produceva oltre 1.000.000 di libbre (450.000 kg) all'anno. Nel 2010 l'amministratore delegato ha affermato che avrebbero potuto produrre fino a 5 tonnellate lunghe o "long ton" (5.100 kg; 11.000 lb) al giorno a gennaio, ma fino a 25 tonnellate lunghe (25.000 kg; 56.000 lb) al giorno con l'avvicinarsi del Natale.. All'inizio degli anni '80, Rodda firmò accordi con compagnie aeree internazionali per servire piccole vaschette di panna rappresa con i dessert a bordo. L'azienda considera i campionati annuali di tennis di Wimbledon uno dei periodi di punta delle vendite. Come sottoprodotto, per ogni 100 galloni imperiali (450 L; 120 US gal) di latte utilizzato, vengono prodotti 94 galloni imperiali (430 L; 113 US gal) di latte scremato, che viene poi utilizzato nella produzione alimentare.
Un produttore del Devon, Definitely Devon, è stato acquistato da Robert Wiseman Dairies nel marzo 2006, chiudendo uno dei due caseifici del Devon e spostando tutta la produzione a Okehampton. Tuttavia, nel 2011 Robert Wiseman vendette il marchio Sicuramente Devon a Rodda's, che trasferì la produzione di Sicuramente Devon in Cornovaglia, il che causò alcune polemiche poiché il nome non fu cambiato, spingendo un'indagine da parte di Trading Standards.
In tutto il sud-ovest dell'Inghilterra, la produzione della panna rappresa è un'industria artigianale, con molte aziende agricole e caseifici che producono panna da vendere nei punti vendita locali. La panna rappresa viene prodotta anche nel Somerset, Dorset, Herefordshire, Pembrokeshire, e nell'Isola di Wight.
Quando la vera panna rappresa non è disponibile, ci sono modi per creare un prodotto sostitutivo, ad esempio mescolando il mascarpone con panna montata, un po' di zucchero ed estratto di vaniglia.

## Utilizzi

### Cream tea
La panna rappresa è una parte essenziale del cream tea, uno dei preferiti dai turisti soprattutto in Cornovaglia e Devon. Viene servito su focaccine - o sui più tradizionali "split" - con marmellata di fragole, insieme a una tazza di tè. Tradizionalmente, ci sono differenze nel modo in cui viene consumata in ogni contea: nel Devon, la crema viene tradizionalmente spalmata prima sullo scone, con sopra la marmellata. In Cornovaglia la marmellata viene spalmata prima con un ciuffo di panna. Il cream tea, conosciuto come Devonshire tea, si diffusero nell'Australia meridionale quando i primi immigrati dalla Cornovaglia e dal Devon portarono con sé le loro ricette tradizionali. Nel 2010 la Langage Farm nel Devon ha avviato una campagna affinché il "tè alla crema del Devon" abbia una denominazione di origine protetta simile alla "panna rappresa della Cornovaglia". Una variazione del cream tea è chiamata "Tuoni e fulmini" e consiste in un giro di pane condito con panna rappresa e sciroppo d'oro, miele o melassa.

### Dolciumi
La panna rappresa può essere utilizzata come accompagnamento a dessert caldi o freddi. La panna rappresa, in particolare quella tipica del Devon, dove è meno gialla a causa dei bassi livelli di carotene nell'erba, viene regolarmente utilizzata nella pasticceria. Viene utilizzato in tutto il sud-ovest dell'Inghilterra nella produzione di gelato e fondente.

### Piatti salati
La panna rappresa viene utilizzata in alcuni piatti salati, e può essere incorporata nel purè di patate, nel risotto o nelle uova strapazzate.

### Storico
La crema di cavolo cappuccio (che non contiene cavolo nonostante il nome) era una prelibatezza risalente a metà del XVII secolo: strati di panna rappresa venivano intervallati da zucchero e acqua di rose, creando un effetto simile al cavolo quando veniva servito. Era un accompagnamento comune al junket, un dolce a base di latte passato di moda a metà del XX secolo.

## Letteratura e folklore
La panna rappresa è stata menzionata in The Shepheardes Calendar, una poesia di Edmund Spenser nel 1579:
Nemmeno lei disprezzerebbe il semplice pastore,
perché spesso lo chiamerebbe "cuore",

e gli darebbe cagliata e panna. 
Come per molte icone della Cornovaglia e del Devon, la panna rappresa è diventata radicata nel folclore locale. Ad esempio, un mito racconta di Jenny che attirò il gigante Blunderbore (a volte chiamato Moran) nutrendolo con panna rappresa. Alla fine si innamorò di lei e ne fece la sua quarta moglie. Un altro mito, proveniente da Dartmoor, racconta di una principessa che voleva sposare un principe elfo, ma secondo la tradizione doveva prima fare un bagno nella panna pura. Una strega che voleva il principe per sua figlia continuava a inacidire la panna. Alla fine, il principe offrì alla principessa della panna rappresa che la strega non riuscì ad inacidire.
La panna rappresa è anche menzionata come uno degli alimenti base degli hobbit nei libri Il Signore degli Anelli di JRR Tolkien.